# Beto O'Rourke
Robert Francis O'Rourke, detto Beto (El Paso, 26 settembre 1972), è un politico statunitense, membro della Camera dei Rappresentanti per lo Stato del Texas dal 2013 al 2019.

## Biografia
Nato da Pat Francis O'Rourke e dalla sua seconda moglie Melissa Martha O'Rourke (nata Williams), antenati irlandesi e gallesi, cresce a El Paso nel quartiere di Kern Place ed è di fede cattolica. La famiglia gli dà il soprannome di "Beto", un soprannome spagnolo comune per i nomi che finiscono in "berto", inizialmente per distinguerlo dal suo omonimo nonno. La madre aveva un negozio di mobili ed è la figliastra di Fred Korth, Segretario della Marina sotto il presidente John F. Kennedy. Il padre, Pat O'Rourke, è stato giudice di contea a El Paso, è stato socio del governatore del Texas Mark White e ha condotto le campagne presidenziali di Jesse Jackson del 1984 e del 1988 prima di cambiare partito all'inizio degli anni Novanta.
Beto O'Rourke ha iniziato la sua educazione alla scuola materna Escuela Montessori Del Valle e ha continuato a Rivera Elementary School e Mesita Elementary School. Nel 1988, dopo due anni alla El Paso High School, si iscrive alla Woodberry Forest School, un collegio esclusivamente maschile nella contea di Madison, in Virginia. Tra la maturità e l'inizio dell'università nel 1991, è uno stagista estivo nell'ufficio di Capitol Hill del membro del Congresso americano Ron Coleman. O'Rourke frequenta quindi la Columbia University, laureandosi in letteratura inglese e fondando successivamente con un amico una società di consulenza informatica.. Parla correntemente lo spagnolo ed è stato arrestato due volte: la prima nel maggio 1995 per furto con scasso con alcuni amici, scoperti dalla polizia nei pressi dell'impianto fisico di El Paso (in carcere una notte, poi la vicenda finisce in niente per mancanza di denuncia); la seconda perché ubriaco alla guida di un'auto in un incidente avvenuto alle 3 del mattina il 27 settembre 1998 sull'Interstate 10 ad Anthony, in Texas.

### Carriera musicale
Dopo aver conosciuto i Bad Brains da adolescente, O'Rourke diventa un fan della musica punk e, insieme a due amici di El Paso, Mike Stevens e Arlo Klahr, inizia a suonare strumenti musicali, in particolare il basso. Nel 1991, mentre era alla Columbia University, il trio recluta il batterista Cedric Bixler Zavala ed insieme formano la band Foss. Cedric intraprenderà poi una carriera musicale di spessore, come cantante: prima con gli At The Drive In, poi con i Mars Volta.
O'Rourke ha anche suonato la batteria nella band Swedes, che ha pubblicato un album chiamato Summer nel 1995. I compagni di band: Jake Barowsky, Arlo Klahr, Julie Napolin e Mike Stevens.

### Carriera politica
Nel 2005 O'Rourke entra in politica con il Partito Democratico e si candida per un seggio all'interno del consiglio comunale di El Paso, riuscendo a vincere e successivamente è rieletto nel 2007 per un secondo mandato.

#### Camera dei Rappresentanti (2013-2019)
O'Rourke lascia il seggio nel 2011 per dedicarsi ad una campagna elettorale per la Camera dei Rappresentanti, sfidando nelle primarie democratiche il deputato in carica da sedici anni Silvestre Reyes. I due si scontrano in particolar modo sui diritti LGBT e sulla liberalizzazione delle droghe. Vince le primarie con il 50,5% dei voti e poi sconfigge la repubblicana Barbara Carrasco, prendendo il 65% dei voti.
O'Rourke rivince nel 2014 prendendo il 67% dei voti. Durante la campagna elettorale dona $28.000 dei fondi della sua campagna a candidati democratici che corrono in altri Stati.
Nel 2015 annuncia che avrebbe corso per un terzo mandato nel 2016. Vince le primarie democratiche e sconfigge gli avversari Jaime Perez (Libertari) e Mary Gourdoux (Verdi) alle elezioni generali ottenendo l'85,8%.

##### Commissioni assegnate[10]
- Commissione Esercito
  - Sottocommissione sulle forze strategiche
  - Sottocommissione sulle minacce emergenti
- Commissione Veterani
  - Sottocommissione sull'assistenza ai disabili e alle commemorazione
  - Sottocommissione per la sorveglianza e le indagini

#### Campagna per il Senato (2018)
Il 31 marzo 2017 annuncia che avrebbe corso per il seggio del Texas al Senato degli Stati Uniti, contro il repubblicano Ted Cruz. Egli è stato il primo candidato ad entrare nella corsa e in tre mesi ha raccolto 2,1 milioni di dollari da 45.000 singole donazioni, superando tutti gli altri candidati in corsa, anche in altri Stati. O'Rourke ha spiegato che i fondi raccolti non provengono da PAC, bensì da normali cittadini. Viene però sconfitto, ottenendo il 48,3% delle preferenze, contro il 50,93% del repubblicano Cruz.

#### Candidatura alla nomination democratica per le elezioni presidenziali del 2020
Dopo aver valutato all'inizio del 2019 se presentarsi candidato alla nomination democratica per le elezioni presidenziali del 2020, il 14 marzo ha ufficializzato la sua candidatura con un video girato nel salotto di casa accanto alla moglie. Il 1º novembre annuncia il suo ritiro dalla corsa.

#### Candidatura a governatore del Texas
Nel 2021 annuncia la propria candidatura a governatore del Texas per le elezioni governatoriali dell'8 novembre 2022, ma viene sconfitto dal governatore repubblicano uscente Greg Abbott, che ottiene il 54,8% dei voti contro il 43,9% dell'avversario.

## Vita privata
O'Rourke ha sposato Amy Hoover Sanders il 24 settembre 2005 a Santa Fe, New Mexico. La coppia ha tre figli. Sanders lavora nel settore dell'istruzione.

## Opere
- O'Rourke, Beto and Byrd, Susie, Dealing Death and Drugs: The Big Business of Dope in the U.S. and Mexico, Cinco Puntos Press, 2011 ISBN 1933693940